# Tramwaje i Autobusy Miasta Szczecina

Sieć tramwajowa w grudniu 1945 r.

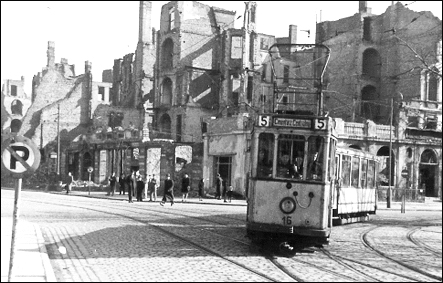
Tramwaj linii nr 5 na placu Żołnierza Polskiego w 1948 r.

Tramwaje i Autobusy Miasta Szczecina – przedsiębiorstwo zajmujące się organizacją miejskiego transportu publicznego oraz przewozami tramwajowymi i autobusowymi na obszarze Szczecina, funkcjonujące w latach 1945–1949. Utworzone zostało 5 lipca 1945 r. jako jedno z pierwszych przedsiębiorstw miejskich w powojennym Szczecinie.
31 grudnia 1948 r. Tramwaje i Autobusy Miasta Szczecina przekształcono w MPK Szczecin.

## Linie tramwajowe
Według stanu z końca 1948 r. Tramwaje i Autobusy Miasta Szczecina organizowały komunikację na 8 liniach tramwajowych.
- 1 Zajezdnia Pogodno – Potulicka
- 2 Kołłątaja – Dworzec Niebuszewo
- 3 Las Arkoński – Smolańska
- 4 Dworzec Główny – alej Powstańców
- 5 wiadukt w ciągu ulicy Druckiego–Lubeckiego – Żołnierska
- 6 Gocław – wiadukt w ciągu ulicy Druckiego–Lubeckiego
- 7 Jana z Kolna – Żołnierska
- 8 Ku Słońcu – Basen Kaszubski